# Piptochaetium leiopodum
Piptochaetium leiopodum är en gräsart som först beskrevs av Carlos Luis Spegazzini, och fick sitt nu gällande namn av Johannes Jan Theodoor Henrard. Piptochaetium leiopodum ingår i släktet Piptochaetium och familjen gräs. Inga underarter finns listade i Catalogue of Life.